# Макарихин, Валерий Павлович
Валерий Павлович Макарихин (13 октября 1946, село Абрашкино — 20 февраля 2003, Нижний Новгород) — профессор, нижегородский историк, доктор исторических наук, публицист, писатель.

## Биография
Родился 13 октября 1946 года в селе Абрашкино Ивановской области (ныне затоплено водами Горьковского водохранилища) в семье ветерана-фронтовика.
В 1968 году становится студентом историко-филологический факультет Горьковского Государственного университета, который окончил в 1973 году. В это время начинает работать над исторической повестью «Дикое поле», которую заканчивает в 1970 году и относит в издательство, но повесть тогда не напечатали, а отложили в «очередь».
С 1973 года начинает преподавать в Горьковском Государственном Университете, сначала на кафедре истории КПСС, а с 1976 года на кафедре истории СССР, которую тогда возглавил Евгений Васильевич Кузнецов – его главный учитель.
В 1980 году, в 600-летней юбилей куликовской битвы, издательство сочло повесть «Дикое поле» достаточно «датской» (подходящей к дате) и напечатало её.
В 1981 году В.П. Макарихин защитил кандидатскую диссертацию: «Нижегородское летописание XIII-XV вв. как историко-культурное явление».
С 1990 года заведующий кафедрой историографии и источниковедения Нижегородского государственного университета.
В 1991 году защитил докторскую диссертацию: «Губернские ученые архивные комиссии и их роль в развитии общественно-исторической, мысли России конца XIX — нач. XX вв.».
Профессор с 1992 года.
С 1994 года председатель Нижегородского отделения «Русского исторического общества».
В 1997 году по его инициативе была проведена научная конференция, посвященная 500-летию государственной символике России. Принимал активное участие в мероприятиях по подготовке областного указа «О гербе Нижегородской области», разрабатывал проекты гербов районных центров Нижегородской области.
Умер 20 февраля 2003 года в Нижнем Новгороде. Похоронен в Пучежском районе Ивановской области.

## Награды и премии
- Лауреат премии Нижнего Новгорода[5]
- Медаль им. академика Б.А. Рыбакова (посмертно)

### Монографии
- «Губернские учёные архивы комиссии России» (Н. Новгород, 1991)
- «Татары-мишари в Новое время» (Н. Новгород, 1997)
- «Восточная Мещера в средние века» (Н. Новгород, 1998)